# Шрамек, Эмиль
Эми́ль Шра́мек (пол. Emil Szramek; 29 сентября 1887, Творкув, Рацибужский повят — 13 января 1942, Дахау, Бавария) — блаженный Римско-католической церкви, священник, мученик, историк, библиофил. Входит в число 108 блаженных польских мучеников, беатифицированных римским папой Иоанном Павлом II во время его посещения Варшавы 13 июня 1999 года.

## Биография
С 1907 по 1910 года обучался на теологическом факультете Вроцлавского университета. 22 июня 1911 года был рукоположён в сан священника епископом Георгом Коппом. Первые годы своего священства, служа на территории Верхней Силезии, находившейся в то время на территории Германии, провёл вместе с известными деятелями польской общественной жизни и священниками Норбертом Бончиком и Яном Капицей. Знакомство с ними существенно повлияло на его политические и общественные взгляды. С 1918 по 1924 год работал главным редактором периодического издания «Голос над Одрой», которое защищало права польскоговорящего населения Верхней Силезии. После создания в 1922 году Апостольской администратуры для поляков-католиков Верхней Силезии был назначен канцлером курии Апостольской администратуры. В 1926 году был назначен настоятелем римским папой Пием XI в приходе Непорочного зачатия Девы Марии.
Был одним из первых польских учёных, вступивший в двадцатых годах XX столетия в научный диалог с германскими учеными, проживающими в Верхней Силезии, строя свои отношения с ними на основе толерантности и отрицая немецкий шовинизм и национализм. Будучи библиофилом и антикваром, стал одним из инициаторов формирования в Катовицах польской Силезской Библиотеки и Музея Силезии. Плодом его многолетней культурной деятельности, направленной на возрождение польской культуры в Верхней Силезии, стала изданная им в 1934 году в Катовицах книга «Силезия — социальная проблема» (пол. Śląsk jako problem socjologiczny).
С начала оккупации Польши в 1939 году немецкими войсками он столкнулся с репрессиями со стороны немецкой власти Третьего рейха, которая всячески препятствовала ему исполнять его пастырские обязанности, заниматься культурной и общественной деятельностью. Был арестован 8 апреля 1940 года и интернирован в концентрационный лагерь Маутхаузен, 8 декабря 1940 года был препровожден в концлагерь Дахау, где был казнён обливанием ледяной водой 13 января 1942 года.

## Прославление
13 июня 1999 года был беатифицирован римским папой Иоанном Павлом II вместе с другими польскими мучениками Второй мировой войны.
День памяти — 12 июня.

## Источник
- Józef Bańka, Ks. Emil Szramek (1887—1942). Szkic biograficzny, Nasza Przeszłość t. 18 (1963), s. 141—187.
- Władysław Bochnak, W służbie Bogu i ludziom. Sylwetki Ślązaków, Marki-Struga 1989, s. 191—199.